# Sanatorio regina Elena
Il sanatorio regina Elena è un ex sanatorio situato a Legnano, comune appartenente alla città metropolitana di Milano, in Lombardia, che ha terminato la sua funzione originaria di cura della tubercolosi nel 1970. In seguito una parte dell'edificio è diventato centro socio-educativo per disabili fisici e mentali e sede di alcune associazioni di volontariato, nonché sede di parte degli uffici dell'ASL locale. Della struttura un tempo destinata a sanatorio fa anche parte il parco ex-ILA.

## Le premesse

Carlo Jucker

Il sanatorio di Legnano venne realizzato sulla scorta delle epidemie di influenza spagnola e tubercolosi che avvennero nel 1918 e che falcidiarono la popolazione italiana. In seguito a questi avvenimenti, lo Stato decise di intervenire concretamente stimolando gli investimenti destinati alla realizzazione di strutture la cui finalità sarebbe stata quella di limitare e poi debellare la tubercolosi. La lotta contro quest'ultima si basava infatti su un metodo igienico-dietetico ideato dal medico tedesco Hermann Brehmer che consisteva nel far vivere in un luogo all'aperto il paziente, il quale poteva svolgere attività fisica e momenti di riposo adeguatamente bilanciati, oltre che seguire una corretta e abbondante alimentazione, anch'essa fondamentale per la guarigione. In Italia queste strutture sanitarie furono poi chiamate "sanatori".
Allo scopo di realizzare anche a Legnano un sanatorio per la cura della tubercolosi, nel 1918 sorse un comitato promotore per la costruzione di un tubercolosario. Poco dopo venne fondata l'"Istituzione di Assistenza ai Tubercolotici", alla cui presidenza venne nominato Carlo Jucker, direttore tessile del Cotonificio Cantoni, che fu fin dall'inizio un protagonista di primo piano delle fasi che portarono poi alla costruzione del sanatorio, tant'è che rimase alla guida dell'istituzione di assistenza citata per 33 anni. Quest'ultima si fece promotrice, oltre che della cura dei malati, anche dell'erigendo sanatorio.

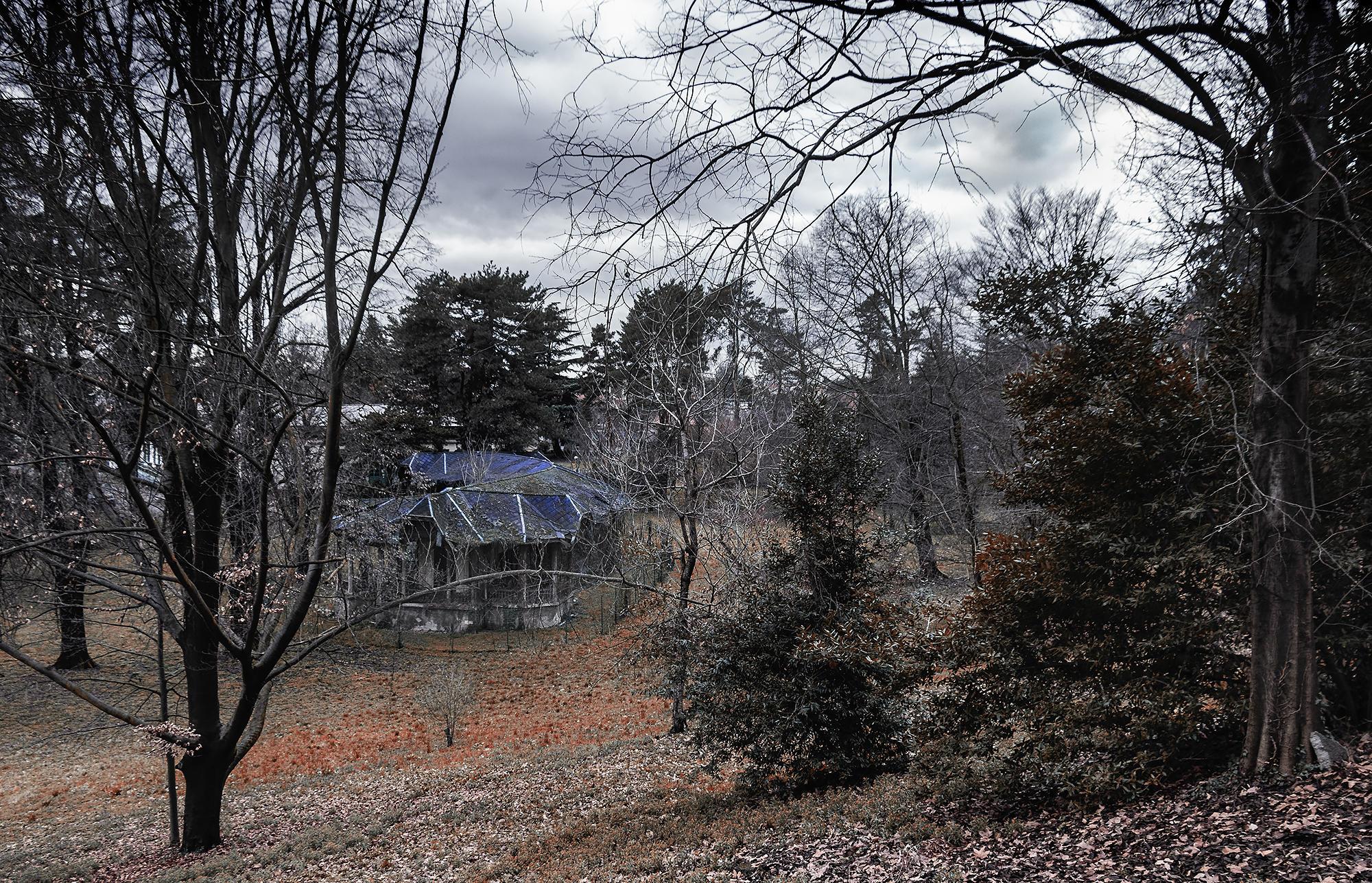
Scorcio del parco ex-ILA, dove si intravede uno degli edifici dell'ex sanatorio Regina Elena

Per realizzare la nuova struttura sanitaria fu individuato un terreno sito alle pendici dei colli di Sant'Erasmo, ovvero di un pianalto morenico formato dai depositi accumulati nel corso dei secoli dal fiume Olona, di proprietà dell'Opera Pia di Sant'Erasmo e avente una superficie di 75.000 m2. Tale area venne acquistata il 24 gennaio 1921 dall'ospedale civile di Legnano, che vi sorgeva proprio di fronte, a un prezzo di 102.522,81 lire. La zona è stata scelta per la sua maggiore elevazione altimetrica rispetto alle aree circostanti: l'altitudine garantisce infatti un'aria salubre, un'ottimale esposizione al sole e la protezione dai venti, in quest'ultimo caso anche per via della conformazione particolare della zona. Il sanatorio, oltre a essere dotato di infrastrutture adatte alla cura di questa malattia, sarebbe sorto vicino, per ogni evenienza, all'ospedale civile di Legnano.
Qualche giorno prima dell'acquisto del terreno, il 21 gennaio 1921, il comitato promotore del tubercolosario e l'amministrazione dell'ospedale decisero all'unanimità che l'erigendo sanatorio, una volta completato ed entrato in funzione, sarebbe stato gestito dal nosocomio legnanese. Inoltre l'istituzione di assistenza ai tubercolotici rinunciò ufficialmente, anche per il futuro, a erigere il sanatorio a ente morale. Fissati tutti i passaggi propedeutici, fu deciso di predisporre il progetto, che venne poi realizzato dall'ingegner Tommaso Roveda.

## Storia

Cerimonia di inaugurazione del sanatorio. Al centro la regina Margherita, tra il sindaco di Legnano Fabio Vignati e Carlo Jucker (sulla destra)

L'opera costò complessivamente (opere murarie, arredi e attrezzature mediche) oltre 6 milioni di lire, di cui 4 milioni di lire provenienti da una sottoscrizione popolare a cui parteciparono i cittadini e gli industriali della zona, 1 milione e mezzo dal Cotonificio Cantoni, di cui Carlo Jucker era il direttore generale, 900.000 lire equamente ripartiti tra la provincia di Milano, il comune di Legnano e la cassa di risparmio di Milano, 100.000 lire dal comune di Castellanza, a cui si aggiunsero importi minori elargiti dalle municipalità appartenenti al circolo ospedaliero (ovvero Busto Garolfo, Canegrate, Castellanza, Cerro Maggiore, Parabiago, Rescaldina, San Giorgio su Legnano e San Vittore Olona) e il contributo degli operai legnanesi, che donarono due quindicine di stipendio.
Il complesso architettonico fu inaugurato il 19 giugno 1924 da Margherita di Savoia, all'epoca regina madre, con una cerimonia solenne, che fu così fastosa da essere ricordata a lungo dai legnanesi; il sanatorio venne contestualmente dedicato a Elena del Montenegro, ovvero alla moglie consorte di re Vittorio Emanuele III di Savoia. La regina Margherita, che fu accompagnata per tutta la cerimonia dal sindaco di Legnano Fabio Vignati e da Carlo Jucker, arrivò in città su una carrozza a due cavalli che erano montati da una coppia di àscari. Il sanatorio entrò ufficialmente in funzione il 28 giugno 1924: come direttore sanitario fu nominato il dottor Emilio Morelli, mentre come primario fu scelto il dottor Celso Capocasa. La struttura fu dotata delle più moderne tecnologie mediche in uso all'epoca, tra cui strumenti radiologici, diatermici e a raggi ultravioletti, oltre che di uno stabulario. Era inoltre dotato di sale per le operazioni chirurgiche. 

Il sanatorio regina Elena in una foto d'epoca

Il 27 aprile 1925 il sanatorio accolse un'altra visita illustre, quella di re Vittorio Emanuele III, che si dimostrò entusiasta della struttura, soprattutto per la vastità del complesso architettonico e per la modernità della tecnologia utilizzata al suo interno. Proprio il re, con regio decreto dell'11 settembre 1925, autorizzò il sanatorio a erigersi in ente morale con il nome di "Istituzione di Assistenza ai Tubercolotici"; già da un anno, infatti, il consiglio di amministrazione del sanatorio, che aveva componenti diversi da quelli che avevano deliberato la rinuncia all'erezione ad ente morale, decise di tornare sui suoi passi - non senza polemiche e strascichi giudiziari - e di avviare la procedura per cambiare in tal senso la forma dell'istituzione.

Il sanatorio regina Elena in una foto d'epoca

Nel corso dei decenni il numero dei ricoveri calò gradualmente, dimostrando che anche i sanatori di pianura erano efficaci nel contrasto della malattia, efficacia che era paragonabile alle analoghe strutture costruite in montagna. Per quanto riguarda le statistiche sanitarie dal 1935 al 1937, ad esempio, il numero dei ricoverati passò da 509 a 352. Nonostante questi evidenti successi, negli anni cinquanta, i morti di tubercolosi a Legnano ammontavano ancora a qualche decina; il vero progresso si ebbe nel decennio successivo, con i decessi dovuti a questa malattia che scesero a qualche unità all'anno. Proprio per l'esiguo numero di casi fu deciso, alla fine degli anni sessanta, di chiudere il sanatorio allestendo nel contempo, in un edificio di via Colli di Sant'Erasmo angolo via Ferraris, il dispensario antitubercolare, con i malati che vennero trasferiti presso altre strutture fermo restando il versamento del contributo economico - da parte dell'amministrazione del sanatorio - a favore degli enti sanitari che curavano i pazienti legnanesi.

Il solarium del sanatorio regina Elena in una foto d'epoca

Il 7 luglio 1970 un decreto del Presidente della Repubblica cambiò ufficialmente la finalità del sanatorio di Legnano, destinandolo alla sezione legnanese dell'Anffas, associazione con fini sociali che si occupa dell'assistenza di disabili mentali, che nell'occasione cambiò nome in I.L.A. (acronimo di "Istituto Legnanese di Assistenza"). Come prima conseguenza vennero eseguiti dei lavori per adattare la struttura alla nuova finalità. Il 2 giugno 1975 fu invece inaugurato il centro socio-educativo per handicappati gravi. Nel 1981 l'I.L.A. ha cessato le sue attività e quindi la struttura è passata prima alla regione Lombardia e infine al comune di Legnano, che l'ha destinata a centro socio-educativo per disabili e a sede di alcune associazioni di volontariato, nonché a sede di parte degli uffici della ASL MI 1 locale. Il parco dell'ex-sanatorio, che è diventato un importante "polmone verde" della città di Legnano, è oggi conosciuto, dal nome dell'istituto che ha gestito la struttura per un decennio, come parco ex-ILA.

## Il complesso architettonico

Vista dall'alto del sanatorio regina Elena in una foto d'epoca

Il sanatorio regina Elena è formato da un edificio principale a un piano che è costituito da due costruzioni laterali unite da una galleria a veranda, dove originariamente erano alloggiati i pazienti affetti da tubercolosi. Dietro la galleria centrale è presente una costruzione a due piani che un tempo ospitava i medici a servizio del sanatorio. Altri due edifici erano invece originariamente destinati al servizio ambulanza, al dispensario e al personale religioso che lavorava nella struttura (suore e cappellano).
Situate ai fianchi dei due edifici del corpo principale (quelli collegati dalla galleria) sono presenti due costruzioni che fungevano da verande-solarium per i cosiddetti "bagni di sole" e che furono studiate per poter permettere di essere utilizzate sia d'estate che d'inverno. Nella galleria a veranda erano invece ricavati due saloni che erano destinati per le riunioni e per i momenti di intrattenimento organizzati nel sanatorio. È inoltre presente un inceneritore dove originariamente venivano eliminati gli indumenti infetti e le bende utilizzate per la cura dei malati di tubercolosi.
Il sanatorio, il cui stile architettonico è Liberty, poteva accogliere fino a 120 pazienti che erano sistemati in stanze singole oppure in locali in grado di ospitare fino a quattro, sei oppure otto ammalati. L'intero complesso è recintato fin dall'origine e sull'area libera da costruzioni fu allestito un parco che venne realizzato grazie alla piantumazione di circa centomila specie vegetali, alcune delle quali di pregio, e alla semina di un prato all'inglese.